# دایکی فوکاگاوا
دایکی فوکاگاوا (ژاپنی: 深川 大樹؛ زادهٔ ۲۹ اوت ۱۹۸۰) یک بازیکن فوتبال اهل ژاپن است.
از باشگاه‌هایی که در آن بازی کرده‌است می‌توان به باشگاه فوتبال آویسپا فوکوئوکا اشاره کرد.